# Meridià 131 a l'oest
El meridià 131 a l'oest de Greenwich és una línia de longitud que s'estén des del pol Nord travessant l'oceà Àrtic, Amèrica del Nord, el Golf de Mèxic, l'oceà Pacífic, l'oceà Antàrtic, i l'Antàrtida fins al pol Sud.
El meridià 131 a l'oest forma un cercle màxim amb el meridià 49 a l'est. Com tots els altres meridians, la seva longitud correspon a una semicircumferència terrestre, uns 20.003,932 km. Al nivell de l'Equador, és a una distància del meridià de Greenwich de 14.583 km.

## De Pol a Pol
Començant en el pol Nord i dirigint-se cap al pol Sud, aquest meridià travessa:
| Coordenades                               | País, territori o mar | Notes |
| ----------------------------------------- | --------------------- | --- |
| 90° 0′ N, 131° 0′ O / 90.000°N,131.000°O  | Oceà Àrtic            | |
| 75° 8′ N, 131° 0′ O / 75.133°N,131.000°O  | Mar de Beaufort       | |
| 70° 3′ N, 131° 0′ O / 70.050°N,131.000°O  | Canadà                | Territoris del Nord-oest Yukon— des de 64° 16′ N, 131° 0′ O / 64.267°N,131.000°O Colúmbia Britànica — des de 60° 0′ N, 131° 0′ O / 60.000°N,131.000°O |
| 56° 24′ N, 131° 0′ O / 56.400°N,131.000°O | Estats Units          | Alaska — Sud-est d'Alaska (continent), Revillagigedo (Alaska), i Sud-est d'Alaska again |
| 55° 0′ N, 131° 0′ O / 55.000°N,131.000°O  | Entrada Dixon         | Passa a l'est de l'illa Zayas, Colúmbia Britànica, Canadà (a 54° 36′ N, 131° 2′ O / 54.600°N,131.033°O) · Passa a l'oest de l'illa Dundas, Colúmbia Britànica, Canadà (a 54° 30′ N, 130° 58′ O / 54.500°N,130.967°O) · Passa a l'oest de illa Stephens, Colúmbia Britànica, Canadà (a 54° 10′ N, 130° 49′ O / 54.167°N,130.817°O) |
| 50° 5′ N, 131° 0′ O / 50.083°N,131.000°O  | Estret d'Hècate       | |
| 52° 13′ N, 131° 0′ O / 52.217°N,131.000°O | Canadà                | Colúmbia Britànica — Illa Moresby i illa Kunghit |
| 52° 0′ N, 131° 0′ O / 52.000°N,131.000°O  | Oceà Pacífic          | Passa a l'oest de l'illa Oeno, Illes Pitcairn (a 23° 55′ S, 130° 45′ O / 23.917°S,130.750°O) |
| 60° 0′ S, 131° 0′ O / 60.000°S,131.000°O  | Oceà Antàrtic         | |
| 74° 21′ S, 131° 0′ O / 74.350°S,131.000°O | Antàrtida             | Territori no reclamat |